# Yoshihiro Tanaka
Yoshihiro Tanaka (japanisch 田中 芳拓 Tanaka Yoshihiro; * 4. Juni 2002) ist ein japanischer Fußballspieler.

## Karriere
Yoshihiro Tanaka erlernte das Fußballspielen in der Jugend von Shimizu S-Pulse sowie in der Universitätsmannschaft der Aoyama-Gakuin-Universität. Seinen ersten Vertrag unterschrieb er im Januar 2025 in Hongkong beim Erstligisten Kowloon City District SA. Sein Erstligadebüt gab Yoshihiro Tanaka am 12. Januar 2025 (12. Spieltag) im Auswärtsspiel gegen den North District FC. Bei der 1:3-Niederlage stand er in der Startelf und spielte die kompletten 90 Minuten.